# 松澤初穂
松澤 初穂（まつざわ はつほ、1914年1月8日 - 2011年1月1日）は、京都府出身の元女子水泳選手。1932年に開催されたロサンゼルスオリンピックに競泳女子代表として出場した。

## 経歴

### 生誕から水泳選手へ（1914-1934）
舞鶴市に生まれる。父は大日本帝国海軍の軍人であり、一時横須賀市に移ったが、関東大震災のため舞鶴に戻った。水泳に取り組むきっかけは、高等女学校3年のときに訪れた。父の退役に伴い転校した市岡高等女学校（現在の大阪府立港高等学校）には、プールと水泳部があり、当時の水泳部顧問にクロール泳法を習ってめざましい進歩を見せた。翌年、大阪府立女子校の水泳大会に出場して50メートル自由形で日本記録に並ぶ好記録を出し、さらに次の年には50メートル自由形及び100メートル自由形で日本新記録を出していた。
市岡高等女学校卒業後、日本女子体育専門学校（日本女子体育大学の前身）に進学した。オリンピック選手を目指して入学したが、当時の学校にはプールの設備がなかったため、平日は近くの池で泳ぎ、日曜のみ神宮プールで練習していた。また指導者はなく、1人で泳いでいた。当時の学寮のご飯は麦飯に少しのおかずが付いてくるだけで、時には醤油かけご飯だったが、一人っ子だった初穂にとって大勢の学友と過ごす寮生活は楽しい日々であったという。
ロサンゼルスオリンピックの日本代表最終選考会では100メートル自由形に出場したが、ゴール直前で水を飲み込んでしまって1位になれなかった。それでも日本代表に選抜され、オリンピック出場を果たすことができた。出発前の直前合宿は東京YWCAのプールで行われた。
ロサンゼルスオリンピックでの日本女子選手の宿舎は現地の一流ホテルに決まっていたため、選手たちは日々の合同練習の他にも英会話やテーブルマナー、そして親善交流のために和服の着付けを学び、忙しい毎日を過ごした。オリンピックに向けて横浜港から船で約20日をかけて渡米し、その航海中は主将を務めた松澤が女子水泳選手たちの世話を任されていた。朝食後は船の甲板上でデンマーク体操を行い、倉庫内に作った仮のプールで毎日2回練習をした。
日本女子選手団はハワイを経由してロサンゼルスに入り、女子選手たちの宿舎となった市街地の中にあるホテルに滞在した。滞在中は日本女子選手の和服姿が大好評となり、お土産に持参した日本手ぬぐいや扇子などを渡すなどして、親善大使としての役目も大いに果たすことができた。
ロサンゼルスオリンピックの水泳100メートル自由形は10カ国から20人の選手が出場して、8月6日（予選）、8月7日（準決勝）、8月9日（決勝）の日程で実施された。松澤も予選2組に出場して1分17秒1と自己記録を更新する泳ぎを見せたが、5選手中4位の結果となり予選で敗退した。この予選で隣のレーンの選手がフライングして落水した時に、初穂が駆け寄って手を差し伸べ、観客席から拍手と歓声が起こるという一幕があった。このオリンピックでは前畑秀子が200メートル平泳ぎで銀メダルを獲得した他、鎌倉悦子が飛込競技の高飛び込みで6位、飛び板飛び込みで7位に入った。競泳でも全員が自己記録を縮め、日本女子水泳陣のオリンピック初参加として上々の成果だったと後に回想している。4×100m自由形リレーにも出場予定であったが、重い生理になってしまったので出場できなかった。
1933年8月29日、松澤は大阪の大会に出場、50m自由形で31秒6の日本記録をマークする。この記録は1954年8月21日、奈良県立五條高等学校（当時）の宮部シズヱが神宮プールでの第22回日本高等学校選手権大会で31秒4をマークするまで21年間も破られなかった。

### 選手引退後（1934-2011）
日本女子体育専門学校卒業後は母校である市岡高等女学校の教師となり、1936年ベルリンオリンピックでは、日本選手団水泳競技の役員（トレーナー兼コーチ）として参加した。ベルリンには、シベリア鉄道を使った12日間の長旅となった。列車備え付けのシャワーは料金が高くて使えず、ベルリンへ到着するなり選手たちはお風呂代わりにプールへ直行したと記述を残している。このオリンピックでは、前回ロサンゼルスオリンピック200メートル平泳ぎ銀メダリストの前畑に日本中の期待が集まっていた。同種目の決勝前夜、緊張で寝つかれない前畑のために、他の選手たちはマッサージを行ったり、歌を歌ったりして前畑の不安を和らげることに努めた。前畑との友情はその後長く続き、前畑の死の5ヶ月ほど前に見舞いに行ったとき何度も引き止められたという。他の選手に対しても癖や気持ち、境遇まで理解して指導し、自身の経験から全選手の生理の記録を取って体調管理を万全にした。
1937年12月に同志社大学相撲部主将を務め、第12回全国学生相撲選手権大会個人戦で優勝（第12代学生横綱）した菅谷定と結婚した。結婚式には日本女子体育専門学校の二階堂トクヨ校長が出席した。夫は女子スポーツに理解があったが、夫の両親との同居生活であったため、初穂は水泳とは無縁になった。株式会社テレビ東京取締役社長・会長を務めた菅谷定彦など一男四女の5人の子の母となった。1964年度の財団法人日本水泳連盟表彰では「功労章」を受け、1982年度には兵庫県水泳連盟からも「有功賞」を受賞した。1996年に発行されたTotal Olympic Ladies会（オリンピック出場女子選手の会） 編『わたしたちのオリンピック 日本女子選手52人の思い出集（1932-1994）』では、「日本女子選手が初参加したころ」（1932年ロサンゼルスオリンピック）、「前畑秀子さんの思い出」（1936年ベルリンオリンピック）」の2編を寄稿している。
1984年、70歳になったのを機にマスターズ選手として再び泳ぐようになり、「西宮すみれ会」という水泳チームを結成してマスターズ大会に出場し86歳までプールで泳ぎ続けた。75歳の時にはデンマークで開かれたマスターズ世界大会に出場し、50m自由形で世界新記録を樹立した。
1995年、阪神・淡路大震災で自宅が倒壊したため、娘の元に身を寄せ、2011年1月1日、西宮市で死去した。96歳没。没後に菅谷家の手により評伝『日本女子水泳のパイオニア：菅谷初穂の歩み』が纏められて水泳関係者などに配布された。